# The Love of Lady Irma
The Love of Lady Irma è un cortometraggio muto del 1910 diretto da Frank Powell.

## Trama
Lady Irma, che non si reputa particolarmente bella, ha invece un marito affascinante che è oggetto dell'ammirazione di tutte le donne. Benché lui le sia fedele, lei è angosciata dalla paura che il marito la lasci per un'altra. Così, nella sua testa, nasce la malsana idea che, se sfigurato, lui sarebbe allora solo suo.

## Produzione
Il film fu prodotto dalla Biograph Company.

## Distribuzione
Il film - un cortometraggio in una bobina - uscì nelle sale statunitensi il 17 marzo 1910, distribuito dalla Biograph Company che ne richiese il copyright, che fu registrato il 22 marzo con il numero J139353.
Non si conoscono copie ancora esistenti della pellicola che viene considerata presumibilmente perduta.